# Luisa Säger
Luisa Säger (* 10. August 1999 in Weinheim) ist eine deutsche Tischtennisspielerin. Sie erreichte bei der Deutschen Meisterschaft 2019 das Endspiel im Doppel.

## Werdegang
Luisa Säger wurde 1999 in Weinheim als Tochter des Christian Säger, Vorsitzender des TTC Weinheim, geboren. In diesem Verein begann sie ihre Laufbahn. Um sich für höhere Aufgaben zu empfehlen, wechselte sie zu den höherklassigen Vereinen NSU Neckarsulm und DJK Offenburg, kehrte aber 2017 zu ihrem Heimatverein Weinheim zurück. In der Jugend verzeichnete sie mehrere nationale und internationale Erfolge:
- 2010: baden-württembergische Meisterin im Doppel U15[6]
- 2015: Deutsche Meisterin Mädchen[7]
- 2015: Platz 3 im Doppel bei der Jugend-Europameisterschaft[4]
- 2017: Sieg im DTTB TOP 12 der Mädchen[8]
- 2017: Platz 3 im Doppel bei der Jugend-Europameisterschaft[4]

Bei den Erwachsenen gewann sie bei der Deutschen Meisterschaft 2018 im Doppel mit Jennie Wolf Bronze. Bei der DM 2019 stand sie zusammen mit Caroline Hajok im Endspiel des Damendoppels, das gegen Nina Mittelham/Franziska Schreiner verloren ging.